# Chiesa di Sant'Antonio di Padova (Saragozza)
La chiesa di Sant'Antonio di Padova, in spagnolo iglesia de San Antonio de Padua, citata anche come Sacrario militare italiano, è una chiesa di Saragozza, edificio sacro intitolato ad Antonio di Padova, il religioso francescano portoghese, santo e dottore della Chiesa secondo la religione cattolica.
L'edificio, sorto su progetto dell'architetto spagnolo Víctor Eusa Razquin, venne edificato tra il 1937 e il 1940 come mausoleo per i volontari italiani del Corpo Truppe Volontarie (CTV) caduti durante la guerra civile spagnola.